# منطقه ترا بونگ
منطقه ترا بونگ (به لاتین: Trà Bồng District) یک منطقهٔ مسکونی در ویتنام است که در جنوب ساحل مرکزی واقع شده‌است.

## خصوصیات
منطقه ترا بونگ ۴۱۹ کیلومترمربع مساحت و ۲۸٬۷۵۸ نفر جمعیت دارد.